# Ruslan Chasbulatov
Ruslan Imranovič Chasbulatov (rusky Русла́н Имранович Хасбула́тов, čečensky Хасболтера Ӏимранан кӏант Руслан; 22. listopadu 1942 ve vesnici Tolstoj-Jurt nedaleko Grozného, SSSR – 3. ledna 2023 Olgino, Rusko) byl ruský ekonom a politik čečenského původu, který sehrál jednu z hlavních rolí při konfliktu prezidenta Borise Jelcina s parlamentem v roce 1993.

## Život
Narodil se dne 22. listopadu 1942 nedaleko Grozného. Jeho otec Imran Chukijevič Chasbulatov byl předsedou kolchozu, poté ředitelem největšího strojírenského závodu v Grozném. V roce 1944 byl dvouletý Chasbulatov spolu s matkou, dvěma bratry a sestrou deportován z Čečenska do Kazachstánu, kde prožil dětství a mládí. Otec kvůli nemoci zůstal v Grozném, kde brzy zemřel na tyfus.
Po studiích v Alma-Atě se v roce 1962 přestěhoval do Moskvy, kde vystudoval prestižní Moskevskou státní univerzitu. Po jejím absolvování v roce 1965 se věnoval vědecké a pedagogické činnosti v oboru ekonomie. V roce 1980 obhájil doktorskou disertační práci. Po nástupu Michaila Gorbačova k moci v roce 1985 Chasbulatov podpořil myšlenku perestrojky. V té době publikoval své články o ekonomické situaci SSSR.
Dne 4. března 1990 byl zvolen poslancem RSFSR. Ve svém volebním programu navrhoval sjednocené Rusko s širokými prvky autonomie, rovnosti s ostatními republikami SSSR, vytvoření demokratických mocenských struktur a přeměnu místních sovětů na efektivní samosprávné orgány. O tři měsíce později se Chasbulatov stal prvním místopředsedou Nejvyššího sovětu RSFSR.
V říjnu 1991 se Chasbulatov postavil do čela ruského parlamentu a funkci si udržel i po rozpadu SSSR. Ze začátku byl spojencem ruského prezidenta Jelcina, společně s ním vzdoroval pokusu o puč. Později se čečenský akademik postavil prezidentově snaze prosadit v Rusku autoritářský prezidentský systém. Po konfliktu, který vyústil ostřelováním parlamentu, zápas s Jelcinem prohrál. Chasbulatov a jeho spolupracovníci byli obviněni z organizování nepokojů a na čas uvězněni. V roce 1994 jim byla udělena amnestie. Chasbulatov se následně vrátil na akademickou půdu a v Moskvě přednášel o ekonomii.
V letech 2002–2003 při setkáních s představiteli čečenských separatistů v Evropě konstatoval nutnost intervence mezinárodních mírových sil k řešení problému rusko-čečenských vztahů. Vyzval k udělení statusu mezinárodní autonomie pro Čečensko, která měla být garantována Organizací pro bezpečnost a spolupráci v Evropě. Podle Chasbulatova plánu měli být na území Čečenska rozmístěni stálí mezinárodní pozorovatelé. Zároveň navrhoval zachovat společné občanství a společnou měnu s Ruskem. Veřejně Chasbulatov prohlašoval, že Čečensko nemůže být součástí Ruské federace, protože mezi federální vládou a Čečenskem leží 200 000 mrtvých.
V roce 2003 plánoval kandidovat na prezidenta své rodné republiky, ale nikdy se nepřihlásil.
V listopadu 2010 přednášel na Evropském polytechnickém institutu v Kunovicích, v říjnu 2013 byl na přednáškovém turné v České republice.
V roce 2021 podpořil znovuzvolení Ramzana Kadyrova prezidentem.
Zemřel večer 3. ledna 2023 na své dači ve vesnici Olgino v Moskevské oblasti. Dne 5. ledna 2023 se konalo pietní rozloučení s Chasbulatovem v Grozném. Politikovi se přišlo poklonit několik set lidí, mezi nimi čečenský spisovatel Kanta Ibragimov a poslanec Šamsail Saraliev. Chasbulatov byl pohřben na hřbitově ve svém rodišti, v osadě Tolstoj-Jurt. Čečenský prezident Kadyrov prohlásil, že Chasbulatov byl nejjasnějším představitelem čečenského národa a jedním z nejslavnějších Čečenců v Rusku i daleko za hranicemi. Kadyrov nazval smrt Chasbulatova nenapravitelnou ztrátou pro celý čečenský lid.

## Rodina
Ruslan Chasbulatov spolu se svou ženou Raisou  (1952) vychoval dvě děti – syna Omara (1973) a dceru Selimu (1974–2022). Chasbulatova dcera zemřela ve věku 47 let na následky covid-19.